# حزب العمل (تركيا)
حزب العمال التركي (بالتركية: Emek Partisi)‏ هو حزب سياسي تركي، أسس في 1996، يقع مقره في أنقرة.

## أعضاء بارزون
- كود سباركل
- تحديث القائمة

- عبد الله ليفنت توزال
- Selma Gürkan